# Ludwig Schnurrer
Ludwig Schnurrer (* 12. Februar 1927 in Dinkelsbühl) ist ein deutscher Archivar und Historiker.
In München studierte er für das Lehrfach an Gymnasien Deutsch, Geschichte und Englisch. Er war Lehrer in München, Neumarkt, Dinkelsbühl, und ab 1964 in Rothenburg ob der Tauber. Er war nebenamtlicher Stadtarchivar und Herausgeber der Beilage „Linde“ im Fränkischen Anzeiger.

## Schriften (Auswahl)
- Rothenburger Profile. Lebensbilder aus sechs Jahrhunderten. Rothenburg ob der Tauber 2002, OCLC 76717025.
- Weinbau und Weinkonsum im Spital der Reichsstadt Rothenburg ob der Tauber im späten Mittelalter. Erweiterte Fassung eines Vortrags, gehalten am 23. April 2005 in der Reichsstadthalle zu Rothenburg ob der Tauber anlässlich der Jahrestagung der Gesellschaft für Geschichte des Weines e. V. Wiesbaden 2005, OCLC 124071413.
- Spätlese. Neue Beiträge zur Geschichte der Reichsstadt Rothenburg ob der Tauber. Insingen 2010, ISBN 978-3-7686-4228-6.
- Rothenburger Maler und Kupferstecher im 17. und 18. Jahrhundert. Rothenburg ob der Tauber 2015, ISBN 978-3-944109-10-7